# Sinoxizicus breviatus
Sinoxizicus breviatus är en insektsart som beskrevs av Andrej Vasiljevitj Gorochov och Kang 2005. Sinoxizicus breviatus ingår i släktet Sinoxizicus och familjen vårtbitare. Inga underarter finns listade i Catalogue of Life.